# Lazare Weiller
Jean Lazare Weiller, né le 20 juillet 1858 à Sélestat et mort le 12 août 1928 à Territet, dans la commune de Montreux en Suisse, est un industriel et homme politique français.

## Biographie

### Vue d'ensemble
Lazare Weiller a trois sœurs, Mathilde, Régine et Pauline, et deux frères, Charles et André, tous nés de Léopold Weiller (né en 1807), colporteur, et de Reine Ducasse (née en 1819), servante, un modeste couple juif alsacien originaire de Seppois-le-Bas. 
Après l'annexion de l'Alsace-Lorraine par l'Allemagne en 1871, il est envoyé en septembre 1872 chez son oncle, Moïse Weiller, industriel en Charente, ce qui lui permet de bénéficier d'une bourse d'études et de conserver la nationalité française en profitant d'une clause du Traité de Francfort. 
Il se révèle un brillant élève, d'abord au collège d'Angoulême puis au lycée Saint-Louis à Paris, où il passe son baccalauréat et prépare le concours d'entrée à l'École Polytechnique. Mais, terrassé par une fièvre typhoïde, il ne peut passer les épreuves et part à Oxford où il étudie l'anglais, le grec, la chimie et la physique. Puis il devance l'appel et fait son service militaire à Versailles, avant de revenir à Angoulême pour travailler dans l'usine de tamis métalliques de son oncle.
Lazare Weiller se convertit à la religion catholique et, le 23 mai 1882, il épouse sa cousine Marie-Marguerite Jeanne Weiller. Mais elle meurt en couches l'année suivante et leur fils, Jean, meurt deux ans plus tard. 
Il se remarie le 12 août 1889 avec Alice Javal, fille de l'ophtalmologiste réputé Émile Javal, député de l'Yonne. Le couple aura quatre enfants : des jumeaux le 25 avril 1890, Jean-Pierre et Marie-Thérèse, Georges-André le 4 mars 1892 et Paul-Louis le 29 septembre 1893.
En 1893, le couple s'installe dans un hôtel particulier 36, rue de la Bienfaisance à Paris et acquiert à Cannes la villa Isola-Celesta dont la roseraie est considérée comme une des plus belles d'Europe. 
À Mougins, Lazare Weiller fait construire avec Lord Derby le premier golf de la Côte d'Azur.
À partir de 1920 les Weiller louent puis achètent (1922) l'hôtel de la Lieutenance à Sélestat (Bas-Rhin) et partagent désormais leur temps entre l'Alsace et la capitale.
Lazare Weiller meurt en Suisse, à la clinique de Valmont de Territet, au bord du lac Léman, le 12 août 1928 d'une insuffisance cardiaque provoquée par un diabète chronique. 
Il est inhumé à Angoulême auprès de sa première épouse dans sa chapelle funéraire du cimetière de Bardines d'Angoulême.

### Inventeur et industriel
Dès le début des années 1880, Lazare Weiller entreprend la recherche d'un alliage qui permettrait de réaliser des fils de métal fins et solides mais aussi conducteurs que le cuivre, qui s'étire difficilement. Il dépose les brevets du bronze siliceux et du cuivre phosphoreux, qui vont être à la base de sa fortune. Les besoins sont en effet considérables avec la création des réseaux d'électricité et de téléphone.  Il crée la Société Lazare Weiller (1883) qui opère d'abord une tréfilerie à Angoulême, puis, dans les années 1890, fait construire une usine plus importante au Havre, à la fois point d'entrée des importations de cuivre et point de sortie vers les États-Unis et l'Angleterre. Cette usine, les Tréfileries et Laminoirs du Havre, atteindra rapidement un effectif de 1 500 ouvriers.  En 1901, la Société Lazare Weiller devient la Compagnie des tréfileries et laminoirs du Havre. Lazare Weiller va être le premier à produire des câbles téléphoniques à multiples conducteurs, puis se spécialise dans les câbles sous-marins. Il quitte la présidence de sa compagnie en 1911.
Pionnier de la télévision, il publie, en 1889, dans Le Génie civil un article sur la vision à distance par l'électricité décrivant un appareil, le phoroscope, couplant un couple de roues à miroirs et un téléphone à gaz. L'appareil permet d'analyser mécaniquement et de reconstituer à distance une image de 10 centimètres de côté découpée en 250 000 éléments. L'appareil est effectivement réalisé en 1898 (Source ?). Il est composé d'un tambour portant sur le côté des dizaines de petites plaques de métal poli formant miroirs, inclinées selon des angles variables de manière à réfléchir sur une cellule photosensible au sélénium les diverses parties de l'image. À la réception, un appareil identique, synchronisé sur l'émetteur, permet de reconstituer l'image. Cinq ans après la définition du disque de l'Allemand Paul Nipkow, Weiller présente une méthode alternative, plus coûteuse mais plus fine, décrite dans le Grand Larousse encyclopédique sous le nom de « Roue de Lazare Weiller ». Ce procédé sera utilisé dans les premiers développements de la télévision mécanique (1905-1932) et sera incorporé par John Logie Baird dans le système mis en œuvre par la BBC en 1932 pour ses premiers services réguliers.
Ses affaires sont durement éprouvées par l'effondrement du cours du cuivre entre 1900 et 1903. 
En 1901, Lazare Weiller vend une partie de sa collection de tableaux et trois châteaux, dont celui dit aujourd'hui de Grouchy à Osny (Val-d'Oise), qu'il avait acquis en 1898 et dans lequel il avait entrepris d'importants travaux. (source ?)
En 1903, il achète le brevet du « taximètre » ou compteur automatique pour les fiacres et participe à la fondation de la Compagnie générale des compteurs et de la Compagnie française des automobiles de place (1905), et de compagnies identiques à Londres, Genève, Milan, Berlin et New York, en association avec la Banque Morgan.
En 1908, pressentant les développements futurs de l'aviation, il crée un prix de 100 000 francs-or pour récompenser le premier vol d'une heure en circuit fermé. Il permet d'attirer en France les frères Wright, pionniers américains de l'aviation qui remportent le prix. Pour exploiter leurs brevets, Lazare Weiller crée en 1908 la Compagnie générale de navigation aérienne mais celle-ci ne démarre jamais véritablement ses activités faute de soutien du ministère de la Guerre.
En 1912, il crée la Compagnie universelle de télégraphie et téléphonie sans fil (CUTT) en partenariat avec l'entreprise allemande Homag, filiale de la C. Lorenz AG (en), et différents intérêts industriels allemands, français et américains (dont son ami le banquier John Pierpont Morgan). La Homag entreprend la construction de stations TSF à Eilvese (Hanovre) et Tuckerton (New Jersey) pour établir une liaison transatlantique en utilisant la technologie de l'alternateur de Goldschmidt. La CUTT achète les brevets Goldschmidt et la station de Tuckerton avec le projet de créer une station en France. En 1913, n'ayant pu obtenir les autorisations de l'administration des PTT, Weiller cède sa participation dans la CUTT à la Marconi Wireless Telegraph Company. Lorsque la Première Guerre mondiale éclate, la Homag refuse de céder la station de Tuckerton comme le contrat le prévoyait. C'est probablement à ce sujet que Weiller rencontre Marconi le 3 juin 1915.

### Homme politique
En 1883, Lazare Weiller est fait chevalier de la Légion d'honneur, récompensé pour ses applications sur le bronze siliceux, comme l'indique son dossier à la Chancellerie. 
En 1888, il est candidat républicain à la députation à Angoulême contre le bonapartiste Gellibert des Seguins, qui est élu, et le boulangiste Paul Déroulède, par ailleurs son ami proche (ils avaient été présentés l'un à l'autre par le peintre Édouard Detaille).

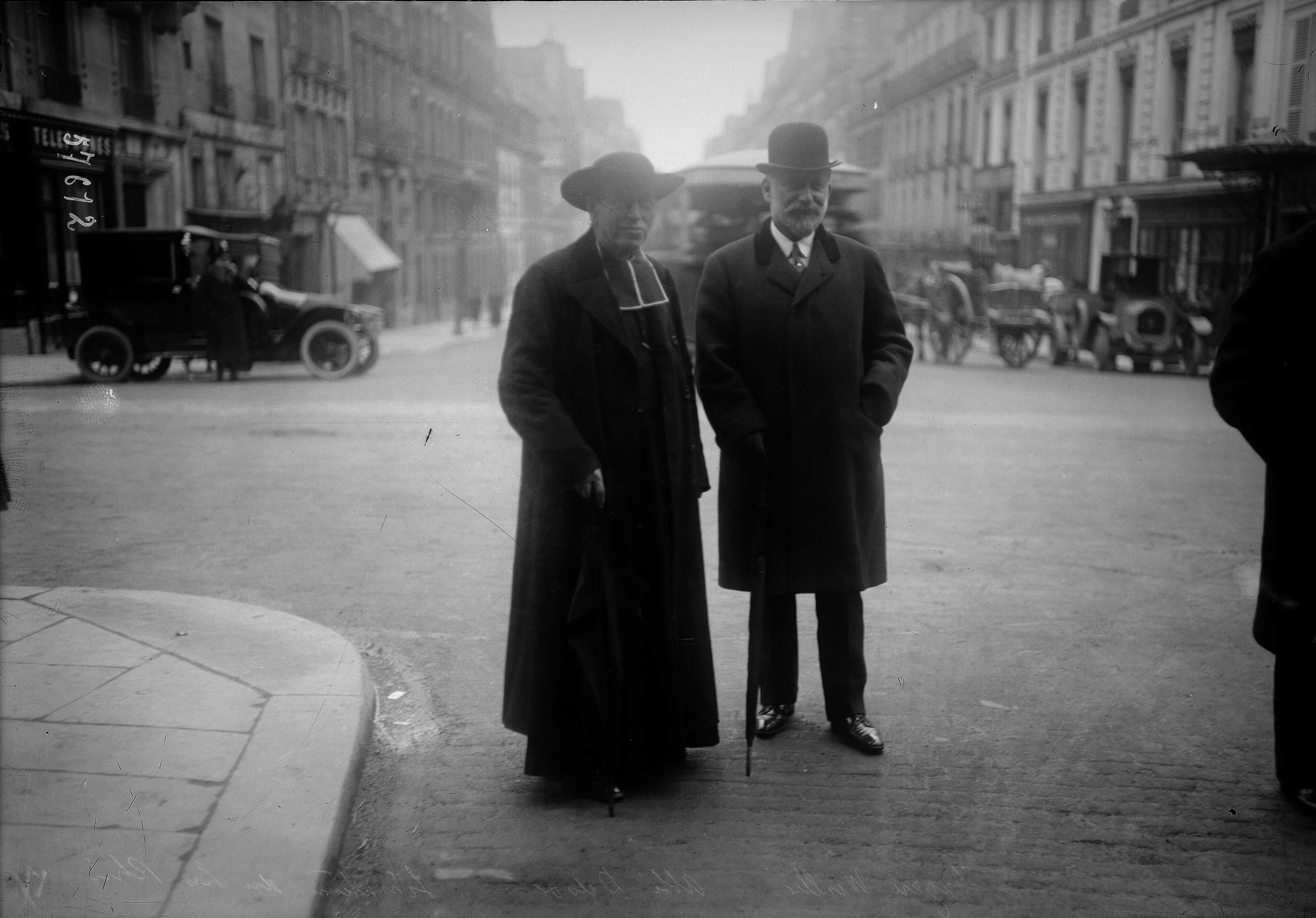
Les sénateurs Nicolas Delsor et Lazare Weiller (1920).

En 1901, le président du Conseil, Pierre Waldeck-Rousseau, lui confie une mission aux États-Unis. Il parcourt le pays pour en étudier les méthodes, rencontrer ses dirigeants et étudier la possibilité d'y créer une école où de jeunes ingénieurs français pourraient se former aux techniques du management à l'américaine. Il y fait la connaissance de John Pierpont Morgan et de Vanderbilt. 
Son rapport remis au gouvernement, il en tire la matière d'un livre Les Grandes idées d'un grand peuple (1904) dans lequel il suggère de « donner au Vieux Monde un peu de l'aspect pratique du Nouveau » et qui connaît un réel succès de librairie. 
Il publie également un récit de son voyage dans le grand quotidien Le Temps et se lie avec son directeur, l'influent Adrien Hébrard.
En 1914, le Gouvernement lui confie une mission en Suisse, où les Allemands ont établi le quartier général de leur propagande. Il publie dans Le Temps, de mai 1915 à septembre 1918, une série de lettres sous le titre L'Allemagne vue de Suisse.
Élu député d'Angoulême en 1914 sous l'étiquette Alliance démocratique (gauche modérée), il se fait le porte-parole des Alsaciens opprimés, se définissant comme « député alsacien de Charente ». 
En 1920, il est élu sénateur du Bas-Rhin et réélu en 1927. Il milite pour le rétablissement des relations diplomatiques entre la France et le Saint-Siège et s'intéresse aux rapports avec l'Allemagne, les États-Unis et la Grande-Bretagne. 
Il joue un rôle important lors de la « crise du franc » en 1923 et 1924, préconisant à Poincaré de lancer son grand emprunt garanti sur l'or de la Banque de France.

## Distinctions
- Commandeur de la Légion d'honneur (décret du 27 janvier 1912)[5]. Il a été fait Chevalier en 1883[4]. Il est fait commandeur par Paul Dislère le 7 février 1912.
- Officier de l'Instruction publique

## Publications
- Recherches sur la conductibilité électrique des métaux et de leurs alliages, rapports avec la conductibilité calorifique (1884)
- Études électriques et mécaniques sur les corps solides (1885)
- Traité général des lignes et transmissions électriques (avec Henry Vivarez) (1892)
- Forges, fonderie, laminoirs et tréfilerie du cuivre pur et de ses alliages. Affinage et traitement électrolytique des métaux. Manuel pratique pour l'emploi des conducteurs électriques produits par les usines Lazare Weiller et Cie (1894)
- Les Grandes idées d'un grand peuple : mission diplomatique aux États-Unis (1904)
- Notes sur l'activité allemande en Suisse (1915)
- La Dépression allemande vue de Suisse (1918)